# Chhau (Rajasthan)
Pour les articles homonymes, voir Chhau.
Chhau est un village situé dans le district de Jhunjhunu, dans l’État du Rajasthan, en Inde.

## Histoire
En 2011, la population totale du village est de 2 470 dont 1 229 hommes et 1 241 femmes.